# (7911) Carlpilcher
(7911) Carlpilcher est un astéroïde de la ceinture principale.

## Description
(7911) Carlpilcher est un astéroïde de la ceinture principale. Il fut découvert le 8 septembre 1977 à l'observatoire Palomar par Edward L. G. Bowell. Il présente une orbite caractérisée par un demi-grand axe de 2,90 UA, une excentricité de 0,16 et une inclinaison de 15,3° par rapport à l'écliptique.

## Compléments